# 오인하
오인하(1985년 12월 23일 ~ )은 대한민국의 남자 배우이다.

## 작/연출
- 2024.03.15 ~ 2024.05.26 연극 《그때도 오늘》 - 극작
- 2024.02.20 ~ 2024.05.06 연극 《B Class》 - 작/연출
- 2023.12.05 ~ 2024.02.18 연극 《행복을 찾아서》 - 작/연출
- 2023.09.25 ~ 2023.11.26 연극 《카페 쥬에네스》 - 작/연출
- 2022.12.09 ~ 2023.02.19 연극 《그때도 오늘》 - 극작
- 2022.02.25 ~ 2022.05.15 연극 《B Class》 - 작/연출
- 2022.01.08 ~ 2022.02.20 연극 《그때도 오늘》 - 극작
- 2021.05.18 ~ 2021.08.01 연극 《완벽한 타인》 - 각색
- 2021.03.16 ~ 2021.05.23 뮤지컬 《아이위시》 - 각색
- 2020.06.16 ~ 2020.09.06 연극 《존경하는 엘레나 선생님》 - 각색
- 2019.11.08 ~ 2020.01.19 연극 《Memory in dream》 - 작/연출
- 2019.03.08 ~ 2019.06.23 연극 《B Class》 - 작/연출
- 2018.07.20 ~ 2018.08.19 연극 《신인류의 백분토론》 - 드라마 터그
- 2018.06.29 ~ 2019.04.28 연극 《Love Score》 - 극작
- 2018.05.03 ~ 2018.07.15 연극 《B Class》 - 작/연출
- 2017.09.08 ~ 2017.10.15 연극 《존경하는 엘레나 선생님》 - 각색
- 2017.05.19 ~ 2017.07.09 연극 《신인류의 백분토론》 - 드라마 터그
- 2017.04.01 ~ 2017.05.28 연극 《B Class》 - 작/연출
- 2014.11.01 ~ 2015.01.11 연극 《뜨거운 여름》 - 조연출

## 출연작

### 콘서트
- 2019. 02.11 뮤지컬 토크 콘서트 《Ovengers》
- 2016.07.25 안PD의 《내인생의 다이어리》 하반기 공개방송 - 게스트
- 2016.05.09 최은석의 《취향저격 토크쇼 김대현, 오인하》
- 2015.12.21 안PD의 《내인생의 다이어리》 하반기 공개방송 - 게스트
- 2015.12.14 트루맨쇼 제 18회 《날아라 오형제》

### 연극·뮤지컬
- 2020.02.08 ~ 2020.03.08 연극 《우리 노래방 가서... 얘기 좀 할까?》 - 노래방 주인 역
- 2019.06.14 ~ 2019.06.16 연극 《우리 노래방 가서... 얘기 좀 할까? - 성남》 - 노래방 주인 역
- 2018.08.25 ~ 2018.09.01 연극 《우리 노래방 가서... 얘기 좀 할까? - 일산》 - 노래방 주인 역
- 2017.12.21 ~ 2017.12.23 뮤지컬 《티케》 - 수헌 역
- 2016.11.18 ~ 2016.11.19 연극 《올모스트 메인 - 인천》 - PETE / JIMMY / PHIL 역
- 2016.09.23 ~ 2016.10.23 연극 《올모스트 메인 - 울산》 - PETE / JIMMY / PHIL 역
- 2016.04.12 ~ 2016.07.03 연극 《올모스트 메인》 - PETE / JIMMY / PHIL 역
- 2015.12.30 뮤지컬 《바람직한 청소년 - 원주》 - 박현신 역
- 2015.12.04 ~ 2015.12.20 뮤지컬 《바람직한 청소년》 - 박현신 역
- 2015.09.07 리딩 뮤지컬 《팬레터》
- 2015.09.04 ~ 2015.10.04 연극 《모범생들 - 2학기》 - 안종태 역
- 2015.05.08 ~ 2015.08.02 연극 《모범생들》 - 안종태 역
- 2015.05.03 리딩 뮤지컬 《컷더로프》 - 수헌 역
- 2015.03.28 ~ 2015.03.29 뮤지컬 《거울공주 평강이야기-김포》 - 라이 역
- 2015.01.17 ~ 2015.03.01 뮤지컬 《바람직한 청소년》 - 박현신 역